# Амонијер
Амонијер или амунијер или ајмонер или кинески алгар (лат. Gyrinocheilus aymonieri) је слатководна риба која насељава воде Југоисточне Азије. Локално становништво га користи као храну, а такође се узгаја као акваријумска рибица.

## Распрострањеност и станиште
Амонијер (Gyrinocheilus aymonieri) насељава басен река Чао Праја, Меконг, север Малајског полуострва (у Тајланду, Камбоџи, Лаосу, Вијетнаму и кинеској провинцији Јунан), као и реку Меклонг (у западном Тајланду). Најчешће насељава велике реке, али се може наћи и у поплављеним пољима. Највећи део времена проводи на равним површинама. Своја уста користи да се прилепи за површину камена.

## Опис
Амонијер (Gyrinocheilus aymonieri) достиже дужину од 28 cm. Облик уста амонијера је такав да му омогућава да се прилепи за равну површину.
Боја дивљих варијатета се креће од светлосиве до маслинасте, са тамним ознакама на бочним странама, које се могу јавити од облика непрекидних црних пруга до облика тачака у низу. Стомак је обично блеђи од леђа.

## Амонијер као акваријумска рибица
Као акваријумска рибица јавља се у већем броју боја, него у дивљини, од боје коју има дивља форма до златне, мраморне, албино и беле.
Тешко се размножава у акваријумима, али су забележени случајеви појаве младих риба у великим алгама зараслим акваријумима. Тренутно није познато шта покреће мрешћење амонијера, иако се у акваријумима код мужјака могу јавити „рошчићи за дисање” на ноздрвама, а женке се могу удебљати (што се повезује са променама пред мрешћење).
Амонијери (Gyrinocheilus aymonieri) се обично купују да би чистили акваријуме од алги. Они се радо хране алгама када су млади, међутим како старе мења им се укус за храну и у већој мери почињу да једу меснатију храну, као што је куповна храна за акваријумске рибице (лисната храна и сл.), смрзнути рачићи и мале рибице. Ово доводи до промене у понашању, па амонијер постаје агресивнији како стари, нарочито према другим амонијерима и рибицама сличних боја.
Друге две врсте из рода Gyrinocheilus: пегави алгар (Gyrinocheilus pennocki) и борнејски алгар (Gyrinocheilus pustulosus), се ретко гаје у акваријумима.
Поред амонијера за контролисање алги у акваријумима се користе и сијамски алгар (Crossocheilus oblongus), који нема лоше навике које има амонијер, као и летећа лисица (Epalzeorhynchos kalopterus) и врсте из рода анциструс (Ancistrus).